# Kenosha
Kenosha és una població dels Estats Units a l'estat de Wisconsin. Segons el cens del 2009 tenia 97.856 habitants.

## Demografia
Segons el cens del 2000, Kenosha tenia 90.352 habitants, 34.411 habitatges, i 22.539 famílies. La densitat de població era de 1.465,1 habitants per km².
Dels 34.411 habitatges en un 34,1% hi vivien nens de menys de 18 anys, en un 47,1% hi vivien parelles casades, en un 13,9% dones solteres, i en un 34,5% no eren unitats familiars. En el 28,4% dels habitatges hi vivien persones soles el 10,3% de les quals corresponia a persones de 65 anys o més que vivien soles. El nombre mitjà de persones vivint en cada habitatge era de 2,54 i el nombre mitjà de persones que vivien en cada família era de 3,13.
Per edats la població es repartia de la següent manera: un 27,2% tenia menys de 18 anys, un 10,1% entre 18 i 24, un 31,5% entre 25 i 44, un 19% de 45 a 60 i un 12,2% 65 anys o més.
L'edat mediana era de 34 anys. Per cada 100 dones de 18 o més anys hi havia 93,2 homes.
Cap de les famílies estaven per davall del llindar de pobresa.

## Poblacions més properes
El següent diagrama mostra les poblacions més properes.

## Personalitats notables
- Orson Welles. Actor, director, guionista i productor de cinema.